# Officine Moncenisio
Le Officine Moncenisio, già Società Anonima Bauchiero, erano un'industria meccanica italiana, il cui stabilimento di produzione sorgeva in val di Susa. La società è nota per la costruzione di veicoli ferrotranviari ma risultò attiva in numerosi settori dell'industria manifatturiera per i trasporti.
Fondata nel 1906 per iniziativa di Fortunato Bauchiero, l'azienda caratterizzò per decenni il panorama della città valsusina fino al fallimento, avvenuto nel 1974. Parte degli stabilimenti furono in seguito riconvertiti alla produzione di acciai speciali.

## Settori di attività

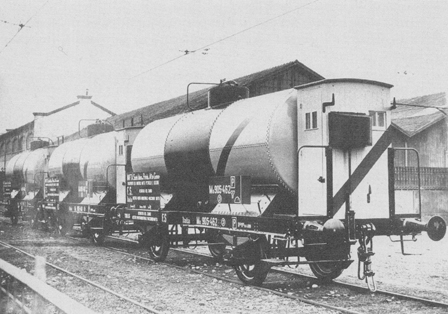
Carro cisterna Moncenisio per trasporto carburanti

La produzione delle officine Moncenisio comprendeva veicoli ferrotranviari e componenti. Anche il settore stradale non era trascurato, con la fornitura di "carri per trasporti su strada", e carrozzerie per autobus.
Tra le prime produzioni dello stabilimento figurano le carrozze per la ferrovia Ciriè-Lanzo, per la cui azienda di gestione furono costruite in seguito, nel 1924, le elettromotrici FTC 16-17.
Tali carrozze furono antesignane di numerose serie di veicoli analoghi costruiti per le Ferrovie dello Stato e per diverse società concessionarie. Fra di essi, un gruppo di quattro carrozze costruite nel 1929 per la ferrovia Aosta-Pré-Saint-Didier, in seguito immatricolate come BCiz 62.900 e Ciz 41.100 presso le FS e infine cedute alla società La Ferroviaria Italiana per il servizio sulle proprie linee sociali. Anche i carri merci rappresentarono una produzione tipica dello stabilimento, che consegnò veicoli di questo tipo a numerose ferrovie concesse all'industria privata quali la Intra-Premeno e le Ferrovie del Sud Est.

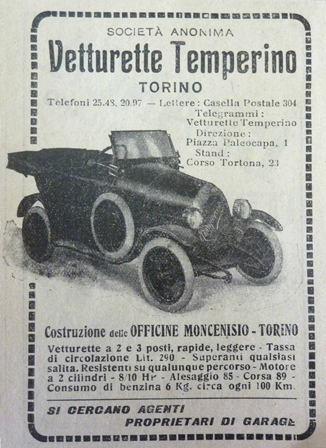

Durante i periodi bellici parte della produzione fu indirizzata alle armi e componenti per le costruzioni navali e riparazioni aeronautiche, mettendo a frutto le capacità maturate nelle costruzioni meccaniche.
Una produzione peculiare fu l'autovettura Temperino, che presso lo stabilimento di Condove veniva prodotta per conto dell'omonima azienda canavese nel 1917.

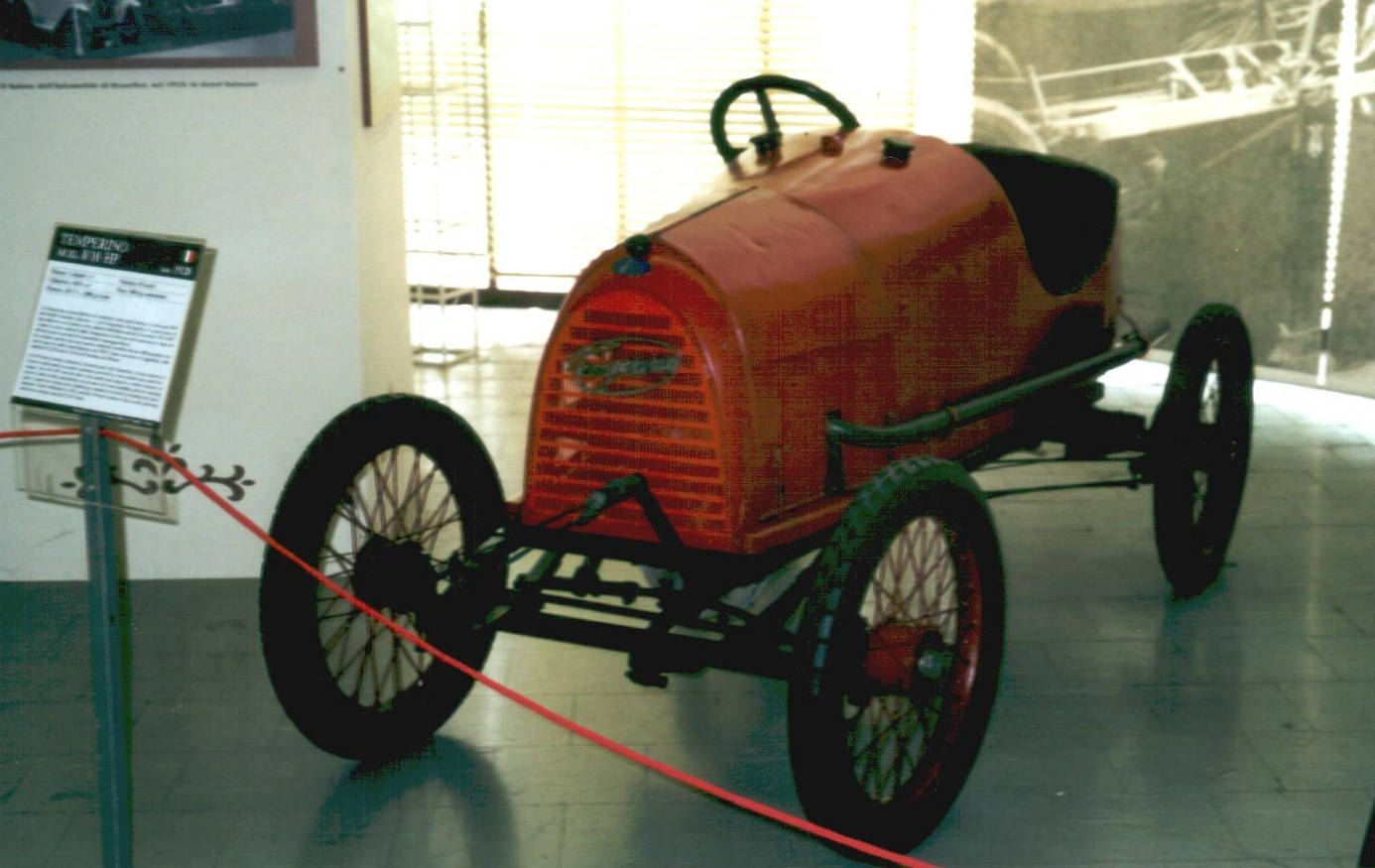
Autovettura "Temperino"

Neppure il settore aeronautico fu trascurato: lo storico prototipo di caccia Adamoli-Cattani concepito da Carlo Adamoli, fu finito di montare nel 1918 presso le officine Moncenisio.
Fra le realizzazioni in campo tranviario, la Moncenisio fabbricò le motrici 318-323 della rete tranviaria di Cagliari e prese parte all'opera di ricostruzione di vetture degli anni trenta che portò alla costituzione del gruppo di tram articolati serie 2800 dell'ATM di Torino. Veicoli peculiari furono inoltre le due carrozze realizzate per la funicolare Como-Brunate.
A testimonianza dell'estesa produzione di veicoli ferroviari, presso l'ex stabilimento è conservata quale monumento un'elettromotrice a carrelli di derivazione tranviaria realizzata dalla Moncenisio e in seguito trasformata equipaggiamento elettrico Dick, Kerr & Co..

## Storia
Per espandere la propria attività di costruzioni meccaniche avviata a Torino con il nome di Bauchiero Fortunato e C., l'imprenditore Fortunato Bauchiero costituì il 29 settembre 1906 la Società Bauchiero costruzioni e forniture ferroviarie, con sede a Torino in piazza Carlo Felice e stabilimenti a Condove.

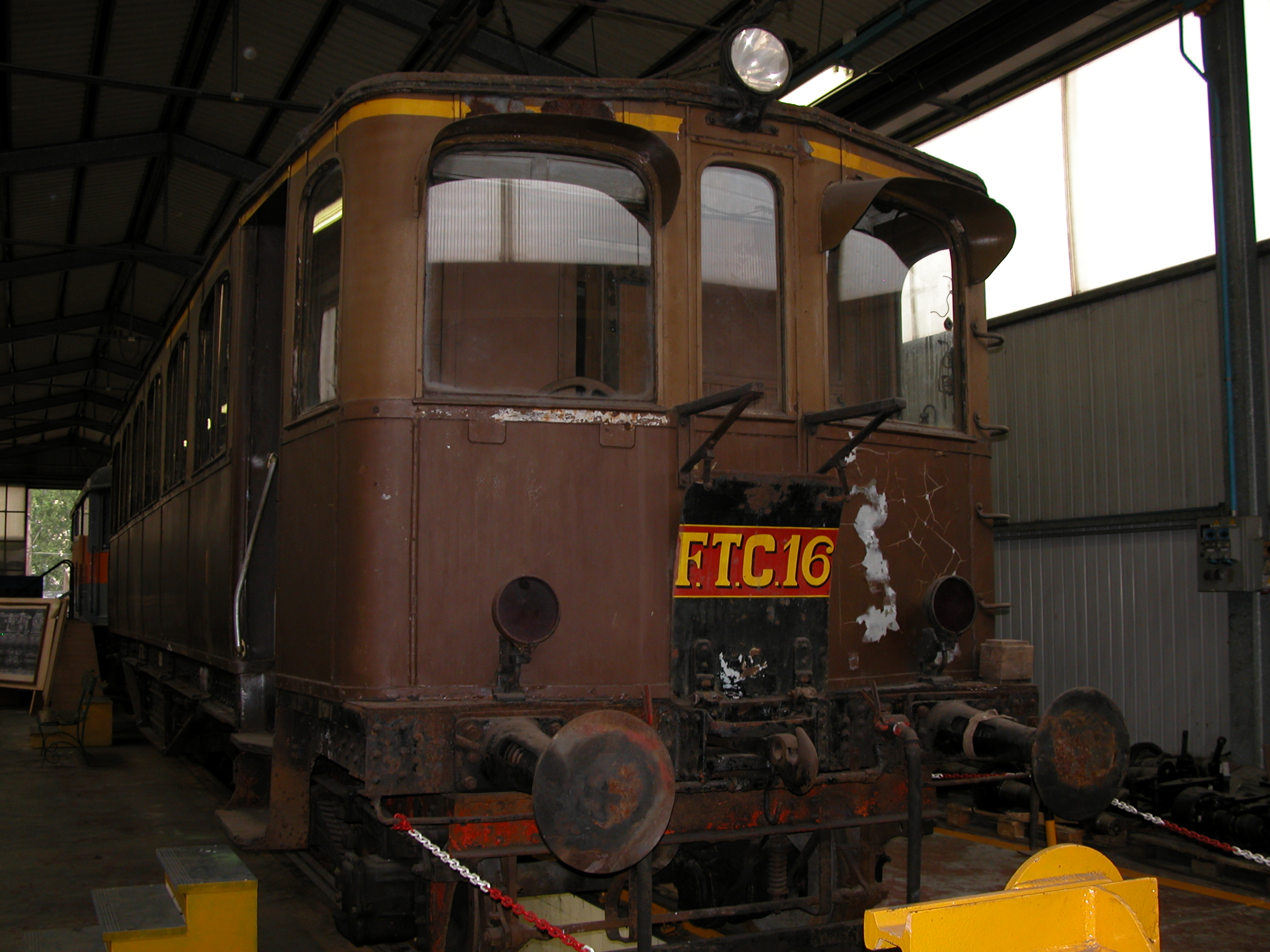
Elettromotrice della ferrovia Torino-Ceres

Nato a Banengo, frazione di Montiglio, da una famiglia di artigiani tessili, Fortunato bauchiero compì gli studi a Susa, lavorando inizialmente come scritturale alla Gilardini di Torino, società della quale divenne direttore del reparto forniture militari.
Nel 1895 aprì a Torino un ufficio di rappresentanza commerciale peraltro dotato di reparti di fucina, stampaggio, lavorazioni meccaniche primo nucleo della sua attività industriale. A seguito dei programmi statali di espansione delle linee ferroviarie, nel 1905 Bauchiero decise di costruire lo stabilimento per la fabbricazione di materiale rotabile ferroviario assieme all'industriale e finanziere torinese Cesare Goldmann, futuro presidente e amministratore delegato della società, fondando l'anno successivo la Società Anonima Bauchiero.
Dal 1910 fu consigliere della Camera di Commercio di Torino e membro della Commissione del Regio Museo Commerciale. Fra le onorificenze accumulate nel corso della vita, Bauchiero ricevette la Medaglia d’oro dei Benemeriti dell’Istruzione Popolare, fu nominato cavaliere dell’Ordine cavalleresco Al Merito Del Lavoro, ricoprendo altresì nel 1934 la carica di presidente della Società Operai Stabilimento Gilardini.
 Sostenitore del movimento cremazionista, morì a Torino il 31 marzo 1945 per le ferite durante un bombardamento. Le sue ceneri sono deposte al Tempio di Torino.
La fabbrica, che in breve tempo fece assurgere Condove al ruolo di centro industriale più importante della Val di Susa, nacque in un periodo in cui la forte dipendenza dell'estero per il materiale rotabile ferroviario e per altri manufatti industriali suggeriva una maggiore autonomia, favorita dalla nazionalizzazione delle ferrovie appena attuata e dal conseguente programma di sviluppo del parco rotabili: in tale clima la "Bauchiero" seppe in breve tempo conquistare posto di primo piano nella produzione del materiale rotabile ferroviario anche destinato all'esportazione.
Nella tradizione del capitalismo illuminato ottocentesco, Fortunato Bauchiero, attuò uno sviluppo complessivo del borgo, dotandolo di case per gli operai e villette per gli impiegati, Poliambulatorio, mensa aziendale, scuole professionali e, Dopolavoro, favorendo un'armoniosa espansione urbanistica che poneva la fabbrica al centro del nuovo sviluppo industriale, attirando maestranze dalla montagna e dal Piemonte.

### Guerre e lotte operaie

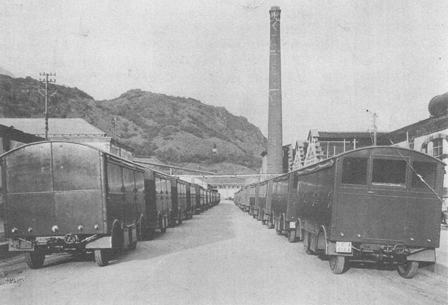
Camion officina per il Regio Esercito

Durante la prima guerra mondiale, a partire dal 1916, la società produsse su licenza gli aerei SAML/Aviatik B.I cui seguirono nel l'anno dopo i Pomilio PD e SAML S.2, prodotti in seicento unità, nonché ulteriore materiale a scopo bellico quali affusti su ruote, torpedini per blocco marittimo e boe telefoniche per sommergibili. Proprio in relazione alle forniture militari l'azienda fu oggetto di un'inchiesta per frode, da cui Bauchiero e la società furono assolti .
Terminata la guerra l'azienda, che aveva acquisito un proprio campo volo nei pressi di Orbassano, sfruttò le competenze acquisite dedicandosi alla riparazione e trasformazione di aerei, con contratti per i Fiat B.R., collaudando altresì i velivoli Ansaldo S.V.A.. Nel 1918, insieme alla ditta Farina di Torino, la Moncenisio costruì inoltre il noto caccia sperimentale Adamoli-Cattani.

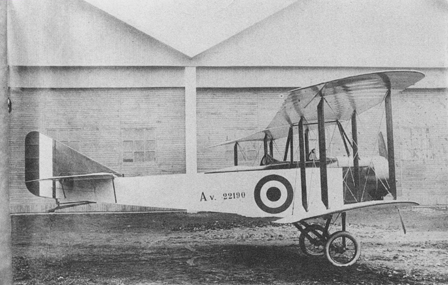
Aereo Ansaldo SVA

La principale trasformazione societaria fu attuata nel 1918, con il cambio di denominazione in Officine Moncenisio già Anonima Bauchiero, preludio alla quotazione in borsa.
La crisi economica degli anni successivi comportò per la Moncenisio violenti scontri che sfociarono nell'occupazione della fabbrica da parte delle maestranze operaie, che intendevano costituire una sorta di soviet sul modello di quanto era avvenuto durante la rivoluzione russa.
Negli anni seguenti la società, riconvertita nuovamente alla produzione di materiale bellico, arrivò a possedere una propria squadra di calcio, che giocava nella Terza Divisione.
Entrata a far parte del gruppo Falck, durante il secondo conflitto mondiale l'azienda ricevette ulteriori commesse militari.

### Dopoguerra e chiusura
Nel 1964 la Moncenisio era ormai diventata il più grande stabilimento metalmeccanico della Valle di Susa  arrivando l'anno successivo a totalizzare mille dipendenti; il bilancio risultava ancora in perdita, ma l'azienda, in ripresa, aveva ottenuto commesse per macchinari da Romania, Polonia e Unione sovietica in virtù delle quali venne ottenuto nel 1965 un finanziamento di 700 milioni di lire da parte dell'Istituto Mobiliare Italiano.
In conseguenza del calo degli ordinativi dall'estero, nel 1971 l'azienda chiese la cassa integrazione per 450 dipendenti , ma la profonda crisi innescata non cessò: a fine 1973 la produzione, ormai riconvertita alla costruzione di macchinari per maglieria e calze e che dava lavoro ancora a 800 dipendenti crollò e nel giugno dell'anno successivo il maggiore azionista presentò istanza di fallimento. Nell'ambito degli scontri sindacali di quel periodo fu anche danneggiata la centrale elettrica che alimentava lo stabilimento .
Nel 1974 il curatore fallimentare affittò parte degli stabilimenti di Condove all'Ente gestione attività minerarie (EGAM), rilevando la precedente produzione di rotabili e macchinari tessili.
L'atto finale per la società, che sotto la gestione Egam era stata ribattezzata Moncenisio-Matec risale al 1977, con la cessione alla Teksid siderurgica, azienda del gruppo Fiat. Lo stabilimento di Condove fu riconvertito alla produzione di acciai speciali. Passati in seguito alla Vertek, società del gruppo Lucchini, il medesimo stabilimento è stato nel 2015 oggetto di una trattativa per la sua cessione.
 Nel 2017 è stato acquisito da un'azienda del territorio, la Magnetto Wheels.
Parte degli archivi della produzione storica furono conservati presso la Matec di Brescia, società controllata anch'essa dall'Egam.

## Dati societari

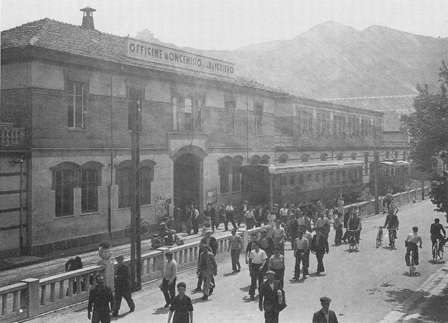
Anni cinquanta, uscita dalla fabbrica

Negli anni di massima espansione delle Officine Moncenisio, gli stabilimenti occupavano un'area di circa 170.000 metri quadrati, di cui oltre la metà coperta, che davano lavoro a circa 1200 operai ed erano alimentati grazie ad un impianto idroelettrico di proprietà da circa 1,2 MW.
Quest'ultimo era stato realizzato sotto la gestione Bauchiero sfruttando un bacino progettato dalla stessa azienda anche per disporre di una riserva d'acqua in funzione antincendio. Un raccordo ferroviario appositamente costruito univa inoltre lo stabilimento con la stazione di Condove-Chiusa San Michele.
L'azienda fu quotata presso la borsa di Milano fra il 1920 e il 1943.

## Docufilm
Nel 2019 è stato girato il docufilm "NOI SIAMO I FIGLI DELLA MONCE - Storia e storie di una fabbrica-paese del Novecento” per raccontare l’epopea della fabbrica non solo attraverso fotografie, immagini storiche e interviste del tempo passato, ma anche attraverso situazioni cinematografiche e scene recitate da attori capaci di fare rivivere e di trasportare gli spettatori da quel periodo di inizio novecento fino ai giorni nostri. Regia di Luigi Cantore, prodotto dal Valsusa Filmfest in collaborazione con il Comune di Condove e l’associazione Moon Live.